# Aiceona titabarensis
Aiceona titabarensis är en insektsart. Aiceona titabarensis ingår i släktet Aiceona och familjen långrörsbladlöss. Inga underarter finns listade i Catalogue of Life.